# 沙蒂永的雷诺
沙蒂永的雷诺（Renaud de Châtillon，約1125年—1187年7月4日）或称雷纳德（Reynald）、雷金纳德（Reginald），是第二次十字军东征时的骑士，战败后留在圣地，他通过第一次婚姻，成为安条克公国親王（prince of Antioch，1153年－1160年），并通过第二次婚姻，成为外约旦领主。他在生前和生后都是充满争议的人物。他又被称为“毁约者雷诺”。

## 身世
雷诺的身世未能确定，杜·参各认为他来自沙迪马恩河畔，但让·理查德认为他是唐启的亨利二世的儿子，继承了沙迪卢湾河畔的领地，然后在1147年十字军第二次东征的时候加入了军队。其他的说法还有：他是沙蒂永索龙的领主，沙蒂永一世和蒙特杰的埃芒加德的第二个儿子。在东方，他为安条克的康斯坦斯侍奉。康斯坦斯的第一个丈夫死于1149年。雷诺和她于1153年秘密结婚，没有取得她的表弟即耶路撒冷国王鲍德温三世的同意。鲍德温三世和利摩日的艾美丽──安条克的教会的教长都不同意康斯坦斯下嫁一个如此卑贱的男人。
1156年，雷诺声称，拜占庭皇帝曼努埃尔一世背弃了向雷诺支付一笔钱的诺言，发誓要袭击塞浦路斯岛来报复。但安条克的教会的主教拒绝赞助这个行动。雷诺便把他抓起来，扒光衣服，涂上蜂蜜，然后留在堡垒顶部给阳光暴晒。主教最后被释放的时候已经筋疲力尽，同意赞助这个行动。于是雷诺的部队开始袭击塞浦路斯，蹂躏和掠夺岛上的居民。
曼努埃尔一世皇帝出动军队进军叙利亚，面对更强大的力量，雷诺屈服了。他赤着脚，衣着褴褛地匍匐在皇帝面前请求原谅。在1159年他被迫公开对曼努埃尔一世顶礼膜拜作为他的惩罚，并承诺在安条克接纳希腊的东正教。晚些时候曼努埃尔一世在耶路撒冷会见鲍德温三世的时候，他被迫为曼努埃尔牵马进入城市。
此后不久，1160年，雷诺在掠夺马拉斯附近叙利亚和亚美尼亚农民的时候被穆斯林抓获，随即在阿勒坡受到长达17年的监禁，因为他是曼努埃尔一世皇帝的老婆，玛丽亚皇后的继父，曼努埃尔花了一笔巨额的12万第纳尔金币的赎金来赎他，相当于500千克黄金（现在值超千万美元）。1176年他终获自由。

## 发迹
后来，他担任鲍德温四世和曼努埃尔之间的特使。因为他的妻子，康斯坦斯死于1163年，他被奖励与另一个富有的寡妇斯蒂芬妮（同时是托伦的汉弗莱三世的遗孀和外约旦领主的女继承人）结婚。她的财富包括卡拉克的城堡和从蒙特利尔到死海东南。这些要塞控制了从埃及到大马士革的商道，也让他能到达红海。很快，雷诺便由于他在卡拉克的残酷暴虐而臭名昭著──他经常把他的敌人和俘虜从城堡上扔下去摔死。
在1177年11月，作为王国军队的首領，他帮助鲍德温国王在蒙吉萨战役打败了萨拉丁，萨拉丁侥幸逃生。1181年，尽管萨拉丁和鲍德温已经达成停战协议，雷诺还是没有停止劫掠商隊的行為，他又开始掠夺了。萨拉丁要求鲍德温四世赔偿，但是鲍德温四世说自己控制不了那些不守规矩的封建附庸，结果战争在1182年再次爆发。在战争期间，雷诺在红海派出艦隊大肆劫掠，並威脅到了伊斯蘭的聖城麦加和麦地那的安全。他的海盗在红海肆意掠奪，蹂躪平民，結果他和他手下的海盗部隊在麦地那附近被阿尔阿迪尔一世俘虜，但是他和他的部下被押送到开罗準備斩首的时候，他自己成功逃脫，逃到了莫阿布。萨拉丁恨他到咬牙切齿，发誓自己要亲手砍下他的首級。在那一年年底，当雷诺的继子多伦的汉弗莱四世和耶路撒冷的伊莎贝拉结婚的时候，萨拉丁攻击卡拉克。围困直到雷蒙德三世来救场才解围，之后直到1186年雷诺都沒有再發起軍事行動。
这一年，他联合了西比拉和吕锡尼昂的盖伊（继任鲍德温四世的耶路撒冷国王和王后，他的姐姐和姐夫）对抗的黎波里的雷蒙德伯爵三世。雷蒙德和伊布林家族试图把王位传给雷诺的继子，汉弗莱四世和伊莎贝拉公主。可是汉弗莱仍然忠于继父和盖伊。
后来，雷诺袭击了一个往返开罗和大马士革的车队，打破了萨拉丁和十字军的停战协议。萨拉丁派兵保护稍后的车队（在1187年3月），因为他的妹妹去麦加朝圣。这两起事件，常被后来的作家如13世纪的古法语续集：提尔的威廉和拉丁语续集提尔的威廉，混为一谈，作为萨拉丁和十字军冲突的根源，甚至从萨拉丁的妹妹，夸张为姑姑，甚至母亲。不过阿拉伯作家则坚决否定这一点，比如阿布沙马和伊本·阿西尔。盖伊国王曾试图惩罚雷诺去安抚萨拉丁的怒火，但是雷诺说他是他自己土地的王，绝对不会和萨拉丁有任何和平。萨拉丁发誓雷诺如果被抓了一定会被处决。

## 被捕和处死
1187年，萨拉丁入侵王国，在哈丁战役击败了十字军，俘获了一群十字军将领。然后他称心如意的俘获了雷诺和盖伊国王。萨拉丁下令把这两人带到他的帐篷。在场的史学家伊玛德丁·伊斯法罕记录到：
“萨拉丁请国王盖伊坐在他的身边，当轮到雷诺进来的时候，他跟在盖伊后面坐在旁边，想起了自己的罪行。“多少次你发誓然后违背了它，多少次你签订了协议却从未尊重它？”雷诺通过翻译回答：“国王总是如此，我没有干更多。”这个时候盖伊张口喘气（因为口渴），他的头摇晃着仿佛喝醉了，他的脸色显示他被吓得发抖。萨拉丁宽慰了，给他凉水喝。国王喝了，把剩下的递给了雷诺，雷诺也喝下去缓解口渴。苏丹（萨拉丁）便对盖伊说：“你给他水之前没有得到我的许可，因此我不乐意给他这个仁慈（阿拉伯的習慣中給予犯人飲食代表寬恕其罪）。”说了这些以后，苏丹微笑着，骑上他的马儿，走开了，留下这两难兄难弟在哪儿恐慌。他监督了他的军队收兵，然后才回帐篷，他命令把雷诺带来，走到他面前，手里拿着剑，砍在脖子和肩胛骨之间的地方。当雷诺倒下以后，他砍掉雷诺的头，紧挨着国王盖伊，所以盖伊开始颤抖。看到他如此沮丧，萨拉丁对他宽心说：“这个人是因为他的罪恶和背叛才被杀的。”
国王盖伊被饶恕，然后带到大马士革关了几天，就被释放了。
对当时少数一些基督徒而言，雷诺被视为一个死在穆斯林手里的殉道者。然而，文献记录却反驳了这个印象，雷诺是一个不考虑耶路撒冷王国利益的掠夺者和海盗。可以说，王国的优势的消失，很大程度上是由于雷诺的鲁莽──不必要的激怒了周边的穆斯林国家。
然而，萨拉丁在维护他自己的利益方面表现的很好。他杀了雷诺，他的冤家，但是饶恕了盖伊国王的性命，因为知道杀了他会终止耶路撒冷王国內部的派系斗争。他把盖伊国王囚禁在大马士革，知道他确信他自己不可能灭掉所有的王国。派系斗争大大削弱了第三次十字军东征的潜能。

## 其他
雷诺和康斯坦斯有兩个女儿：阿格尼丝与让娜，前者嫁给了匈牙利国王貝拉三世，后者早夭。
他与斯蒂芬妮的第二段婚姻有两个孩子，兒子雷纳，德早夭，女儿艾利克丝，與埃斯特的阿佐六世结婚。

## 延伸閱讀
- Hillenbrand, Carole. . Robinson, Chase F.  (编). . BRILL. 2003: 79–102. ISBN 90-04-12864-6.
- Maalouf, Amin. . Al Saqi Books. 1984. ISBN 0-8052-0898-4.
- Man, John. . Random House. 2015. ISBN 1-4735-0854-1.

## 外部連結
- Нечитайлов М.В. . Сайт DEUSVULT.RU.   [2012-07-14]. （原始内容存档于2012-08-06）.（俄文）